# 6. фебруар
6. фебруар је тридесет седми дан у години у Грегоријанском календару. 328 дана (329 у преступним годинама) остаје у години после овог дана.

## Догађаји
- 1701 — Почео рат за шпанско наслеђе, после којег је Шпанија изгубила Гибралтар, поседе у Низоземској, Миланско војводство, Напуљско краљевство и Сардинију. Рат вођен на европском тлу и у колонијама завршен Утрехтским мировним уговором 1715.
- 1819 — Британски службеник Томас Стамфорд Рефлс је потписао споразум са султаном Хусеином Шахом од Џохора, чиме је основан Сингапур као трговачка станица Источноиндијске компаније.
- 1830 — Објављен је хатишериф турског султана Махмуда II о аутономији Србије у оквиру Отоманског царства.[2]
- 1876 — У Србији основано Друштво Црвеног крста, непуних 13 година после прве Међународне конференције Црвеног крста у Женеви. Иницијатор био војни лекар Владан Ђорђевић, а за првог председника изабран митрополит београдски Михаило.
- 1922 — Уједињено Краљевство, Француска, Јапан, Италија и САД су потписале Вашингтонски поморски споразум да би избегле поморску трку у наоружању.
- 1958 — У авионској несрећи на минхенском аеродрому погинула 23 путника, међу којима осам играча енглеског фудбалског клуба „Манчестер јунајтед“.
- 1993 — Представници три зараћене стране у Босни и Херцеговини одбили, на преговорима у Њујорку, мировни план копредседника Конференције о СФРЈ. Копредседници Сајрус Венс и Дејвид Овен затражили од Савета безбедности Уједињених нација да обавезујућом резолуцијом подржи тај план, а председник САД Бил Клинтон најавио алтернативан план за решење босанске кризе.
- 1994 — Шеф опозиционих социјалдемократа Марти Ахтисари победио на првим директним председничким изборима у Финској, победивши министарку одбране Елизабет Рен.
- 1999 — У замку Рамбује код Париза председник Француске Жак Ширак отворио мировну конференцију о Косову. Југословенску делегацију предводио потпредседник Владе Србије Ратко Марковић, а албанску један од лидера Ослободилачке војске Косова Хашим Тачи.
- 2000 —
  - Финска добила прву жену-председника државе Тарју Халонен, дотадашњег министра иностраних послова.
  - Руска војска је заузела Грозни, натеравши владу сепаратистичке Чеченске Републике Ичкерије у изгнанство.
- 2001 —
  - На изборима у Израелу победила десничарска партија Ликуд, а њен лидер Аријел Шарон изабран за премијера, уместо Ехуда Барака, чија је Лабуристичка партија претрпела пораз.
  - После 50 година, кинески брод први пут легално упловио и укотвио се на острву Чуемој, које се налазило под тајванском влашћу.
- 2002 — Католички свештеник Атанас Серомба предао се Хашком трибуналу, пред којим је оптужен за геноцид у Руанди који су 1994. извршили припадници етничке заједнице Хуту над Тутсима.
- 2004 — У експлозији воза московског метроа на станици Автозаводскаја погинуло 40 и теже повређено 250 људи. Чеченски сепаратисти оптужени.
- 2006 — Исабел Диноир 38-годишња Францускиња којој је извршена трансплантација лица у новембру 2005. године, обратила се јавности по први пут од операције.

## Рођења
- 1664 — Мустафа II, турски султан. (прем. 1703)[3]
- 1665 — Ана од Велике Британије, краљица Енглеске, Шкотске и Ирске. (прем. 1714)[4]
- 1748 — Адам Вајсхаупт, немачки филозоф и оснивач реда Илумината. (прем. 1830)[5]
- 1756 — Арон Бер, амерички политичар, 3. потпредседник САД. (прем. 1836)[6]
- 1802 — Чарлс Витстон, енглески научник. (прем. 1875)[7]
- 1903 — Клаудио Арау, чилеанско-амерички пијаниста. (прем. 1991)[8]
- 1905 — Владислав Гомулка, пољски политичар. (прем. 1982)[9]
- 1908 — Аминторе Фанфани, италијански политичар, премијер Италије у више наврата. (прем. 1999)[10]
- 1911 — Роналд Реган, амерички глумац и политичар, 40. председник САД. (прем. 2004)[11]
- 1912 — Ева Браун, супруга Адолфа Хитлера. (прем. 1945)[12]
- 1914 — Роза Папо, лекарка, учесница Народноослободилачке борбе и генерал-мајор санитетске службе ЈНА. (прем. 1984)[13]
- 1917 — Жа Жа Габор, мађарско-америчка глумица. (прем. 2016)[14]
- 1923 — Ђула Лорант, мађарски фудбалер и фудбалски тренер. (прем. 1981)[15]
- 1932 — Камило Сјенфуегос, кубански револуционар. (прем. 1959)[16]
- 1932 — Франсоа Трифо, француски редитељ, сценариста, продуцент, глумац и филмски критичар. (прем. 1984)[17]
- 1937 — Даринка Матић Маровић, српска диригенткиња и музичка педагошкиња, прва жена ректор Универзитета у Београду (прем. 2020)[18]
- 1945 — Јожеф Каса, мађарско-српски политичар, економиста и банкар. (прем. 2016)[19]
- 1945 — Боб Марли, јамајкански музичар, један од пионира регеа. (прем. 1981)[20]
- 1949 — Мануел Орантес, шпански тенисер.[21]
- 1950 — Бранимир Ђокић, српски хармоникаш.
- 1953 — Зоран Филиповић, црногорски фудбалер и фудбалски тренер.[22]
- 1954 — Ненад Милосављевић, српски музичар, најпознатији као фронтмен групе Галија.[23]
- 1962 — Ексл Роуз, амерички музичар и музички продуцент, најпознатији као певач групе -Guns N' Roses}-.[24]
- 1964 — Лаура Барна, српска списатељица и историчарка уметности.[25]
- 1964 — Андреј Звјагинцев, руски редитељ и сценариста.[26]
- 1965 — Јан Свјерак, чешки редитељ, сценариста и продуцент.[27]
- 1966 — Рик Естли, енглески музичар.[28]
- 1969 — Тим Шервуд, енглески фудбалер и фудбалски тренер.[29]
- 1971 — Радован Радаковић, српски фудбалски голман и фудбалски тренер. (прем. 2022)[30]
- 1973 — Мирослав Радошевић, српски кошаркаш и кошаркашки тренер.[31]
- 1974 — Златко Болић, српски кошаркаш и кошаркашки тренер.[32]
- 1982 — Бојан Ђорђић, шведски фудбалер српског порекла.[33]
- 1982 — Алис Ив, енглеска глумица.[34]
- 1986 — Дејн Дехан, амерички глумац.[35]
- 1986 — Ведран Ћорлука, хрватски фудбалер.
- 1991 — Александар Катаи, српски фудбалер.[36]
- 1993 — Немања Радоја, српски фудбалер.[37]
- 1993 — Тинаше, америчка музичарка, плесачица, музичка продуценткиња и глумица.[38]

## Смрти
- 891 — Фотије, цариградски патријарх и православни светац. (рођ. 820)
- 1411 — Изаул де Буонделмонти, владар Епирске деспотовине.[39]
- 1515 — Алдо Мануцио, венецијански издавач и штампар. (рођ. 1449)[40]
- 1539 — Јохан III од Клева, војвода Клева. (рођ. 1491)[41]
- 1597 — Фране Петрић, венецијански филозоф, полихистор, хуманиста и учењак. (рођ. 1529)[42]
- 1685 — Чарлс II Стјуарт, краљ Енглеске, Шкотске и Ирске. (рођ. 1630)[43]
- 1695 — Ахмед II, турски султан. (рођ. 1643)[44]
- 1740 — Папа Климент XII. (рођ. 1652)[45]
- 1793 — Карло Голдони, италијански писац, реформатор италијанског позоришта. (рођ. 1707)[46]
- 1804 — Џозеф Пристли, британски хемичар, писац, учитељ и политичар. (рођ. 1733)[47]
- 1899 — Васо Пелагић, учитељ, публициста, револуционар и народни лекар. (рођ. 1707)[48]
- 1916 — Рубен Дарио, никарагвански писац, новинар, дипломата и лиричар. (рођ. 1867)[49]
- 1918 — Густав Климт, аустријски сликар. (рођ. 1862)[50]
- 1929 — Марија Кристина од Аустрије, краљица Шпаније. (рођ. 1858)[51]
- 1938 — Маријане фон Верефкин, руско-швајцарска сликарка. (рођ. 1860)[52]
- 1952 — Џорџ VI, британски краљ. (рођ. 1895)[53]
- 1963 — Абд ел Крим, марокански војсковођа, правник и новинар (рођ. 1882)[54]
- 1987 — Никола Цвејић, оперски певач. (рођ. 1896)
- 1993 — Артур Еш, амерички тенисер. (рођ. 1943)[55]
- 1994 — Џек Кирби, амерички илустратор, писац и уређивач стрипова. (рођ. 1917)[56]
- 1998 — Фалко, аустријски музичар. (рођ. 1957)[57]
- 2003 — Хуан Луис Лондоно, колумбијски министар за социјална питања.
- 2007 — Вили Вајт, америчка атлетичарка (рођ. 1936)[58]
- 2007 — Френки Лејн, амерички певач, композитор и глумац. (рођ. 1913)[59]
- 2010 — Дејан Обрадовић, српски историчар (рођ. 1971)
- 2011 — Гари Мур, гитариста и певач из Северне Ирске (рођ. 1952)[60]
- 2012 — Дејвид Розенхан, амерички психолог и академик. (рођ. 1929)[61]
- 2019 — Ђуро Тошић, српски историчар и академик. (рођ. 1946)

## Празници и дани сећања
- Српска православна црква слави:
  - Преподобну Ксенију
  - Светог мученика Вавилу - свештеника у Сицилији
  - Преподобног Македонија - сиријског пустињака
  - Преподобног Филона - епископа кипарског
  - Преподобног Дионисија Олимпијског чудотворца - игумана Филотејевског манастира